# هيئة المطارات التنزانية
هيئة المطارات التنزانية (TAA) هي الهيئة مسؤولة عن توفير خدمات المطارات والدعم الأرضي والبنية التحتية وإنشاء المطارات في تنزانيا، تأسست في عام 1999 بموجب قانون صادر عن البرلمان ‏. تعمل الهيئة تحت إشراف وزارة تطوير البنية التحتية.
تقع مكاتب الهيئة الرئيسة في دار السلام ومطار جوليوس نيريري الدولي .

## روابط خارجية
- هيئة مطار تنزانيا